# Варінка
Варінка (словац. Varinká) — річка в Словаччині, притока Вагу, басейн Дунаю.
Впадає потік Кур.